# 大青阳口站
大青阳口站位于甘肃省山丹县马营乡，是兰新铁路的一座火车站，等级为四等站，距兰州站450公里，距乌鲁木齐站1442公里，本站及相邻上下行区间均为电气化区段。本站仅办理货运，不办理客运业务。邮政编码为734109。